# Clover (CLAMP)
Clover (CLOVER) è un manga delle CLAMP pubblicato in originale dalla casa giapponese Kōdansha. Il manga, iniziato nel 1997, al momento conta di 4 volumi, ma è stato interrotto e non si sa quando e se, verrà ripreso. È pubblicato in Italia da Star Comics.

## Trama
(poesia iniziale)
La storia si dipana tra musica e misteri, intorno all'"Clover Leaf Project", un ambiguo progetto dove sono studiati individui dotati di particolari poteri, queste persone hanno come riconoscimento un tatuaggio a forma di trifoglio (clover appunto). A seconda dei loro poteri il loro trifoglio possiede una, due, tre o quattro foglie.

Suu così come appare in CLAMP in Wonderland

I protagonisti dell'opera variano a seconda del volume: nei primi due sono Kazuhiko e Suu, nel terza è Oluha e nel quarto il Tenente Gingetsu e Ran. Tutti i personaggi però compaiono in tutti i volumi come comprimari degli altri.
In un mondo fantastico governato da 5 maestri di magia, dove i mezzi di trasporto e le armi non hanno nulla a che vedere con quanto conosciamo, le CLAMP fanno largo uso di spazi bianchi e neri, che danno un senso di irrealtà e accompagnano il vuoto interiore dei protagonisti in cerca di felicità.

## Media

### Video musicale
Oltre al manga è stato creato anche un video musicale animato.